# Ukeme Eligwe
Ukeme Eligwe (Stone Mountain, 27 aprile 1994) è un giocatore di football americano statunitense che milita nel ruolo di linebacker per i Las Vegas Raiders della National Football League (NFL).

## Biografia

### Carriera professionistica
Al college Eligwe giocò a football alla Florida State University e alla Georgia Southern University. Fu scelto nel corso del quinto giro (183º assoluto) del Draft NFL 2017 dai Kansas City Chiefs. Debuttò come professionista subentrando il 7 settembre nel primo turno vinto contro i New England Patriots mettendo a segno un tackle.
Nella stagione 2020 decise di non scendere in campo a causa della pandemia di COVID-19.